# Asimina pygmaea
Asimina pygmaea (W.Bartram) Dunal – gatunek rośliny z rodziny flaszowcowatych (Annonaceae Juss.). Występuje endemicznie w południowo-wschodniej części Stanów Zjednoczonych – w Georgii oraz na Florydzie. 

## Morfologia
PokrójZimozielony krzew dorastający do 0,5 m wysokości. Gałęzie mają kolor od pomarańczowoczerwonego do purpurowobrązowego. Młode pędy są owłosione.
LiścieMają kształt od odwrotnie lancetowatego do odwrotnie owalnego. Mierzą 4–7 cm długości. Są skórzaste, pokryte kutnerem. Nasada liścia jest od zaokrąglonej do klinowej. Liść na brzegu jest wygięty. Wierzchołek jest tępy lub zaokrąglony. Ogonek liściowy jest nagi i dorasta do 3–10 mm długości.
KwiatySą pojedyncze. Wydzielają nieprzyjemny zapach. Mają kasztanową lub brązowożółtawą barwę. Działki kielicha mają owalny kształt i dorastają do 5–10 mm długości. Płatki zewnętrzne mają kształt od podłużnego do owalnie lancetowatego, osiągają do 1,5–3 cm długości, natomiast wewnętrzne są mniejsze, są wyprostowane i mają owalny kształt. Kwiaty mają 2–5 słupków.
OwoceŻółtozielonkawe jagody, które tworzą owoc zbiorowy. Osiągają 3–4 cm długości.

## Biologia i ekologia
Rośnie na sawannach, w lasach sosnowych oraz zaroślach, na piaszczystym podłożu. Występuje na terenach nizinnych.